# Халсбери (община)
Община Халсбери (на шведски: Hallsbergs kommun) е разположена в лен Йоребру, централна Швеция с обща площ 674 km2 и население 15 267 души (към 31 декември 2013). Административен център на община Халсбери е едноименния град Халсбери.